# 瓦霍圖約山
12°54′17″S 75°08′05″W / 12.90472°S 75.13472°W
瓦霍圖約山（Waqutuyuq），是秘魯的山峰，位於該國中南部萬卡韋利卡大區，由萬卡韋利卡省的萬卡韋利卡區負責管轄，屬於瓊塔山脈的一部分，海拔高度4,800米。